# Busksofora
Busksofora (Sophora flavescens) är en ärtväxtart som beskrevs av William Aiton. Sophora flavescens ingår i släktet soforor, och familjen ärtväxter.

## Underarter
Arten delas in i följande underarter:
- S. f. flavescens
- S. f. galegoides
- S. f. kronei

## Bildgalleri

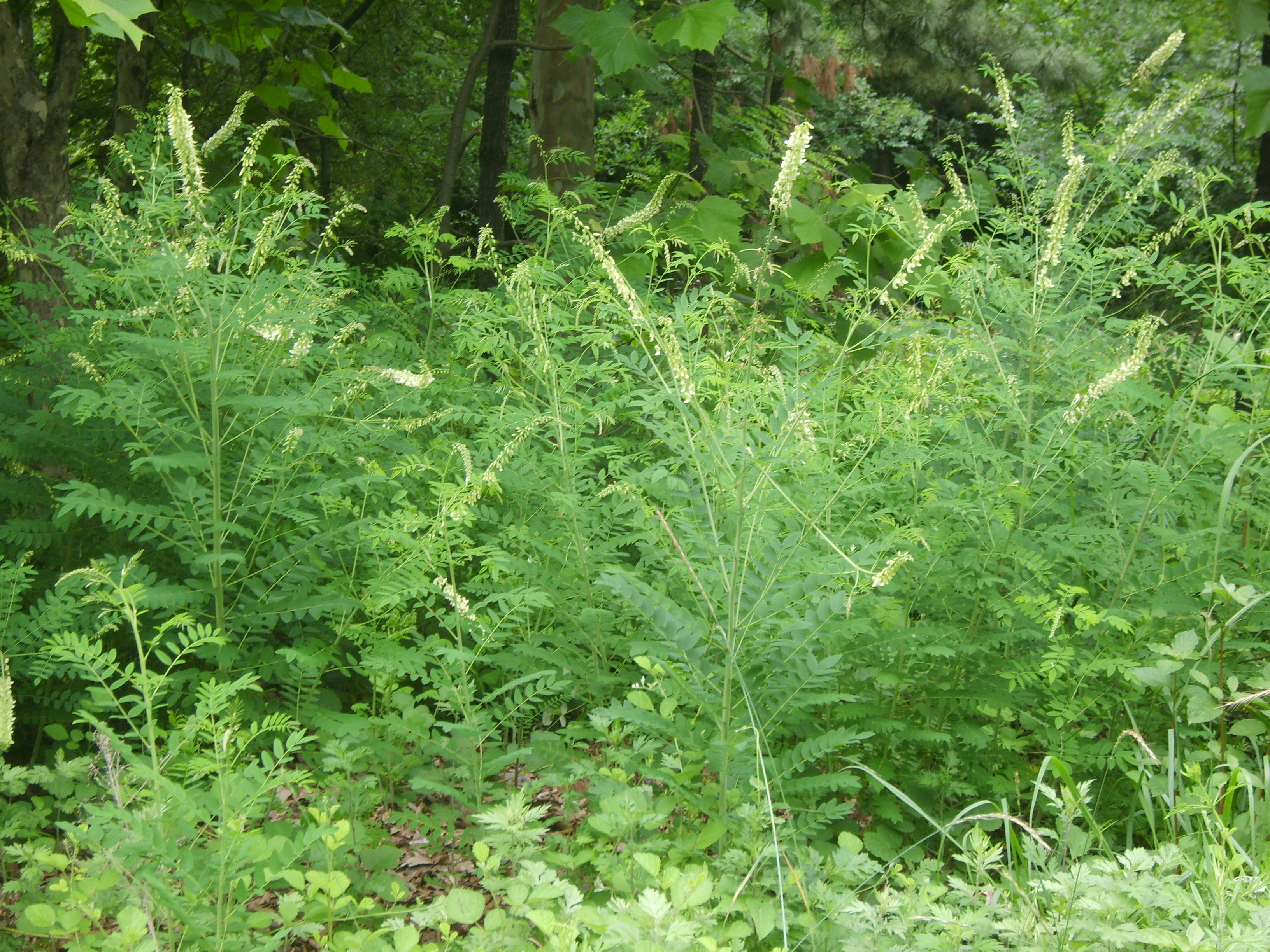
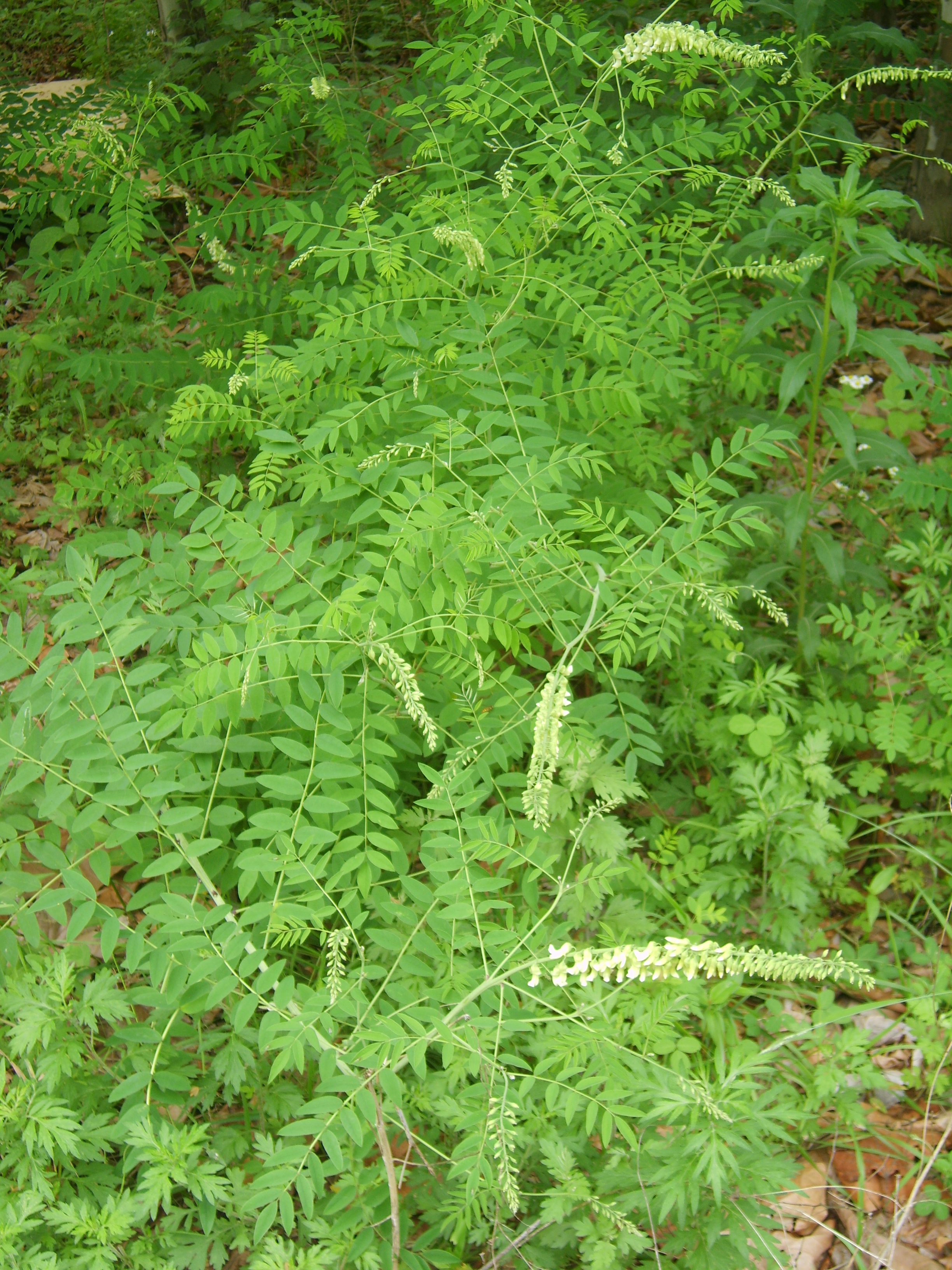
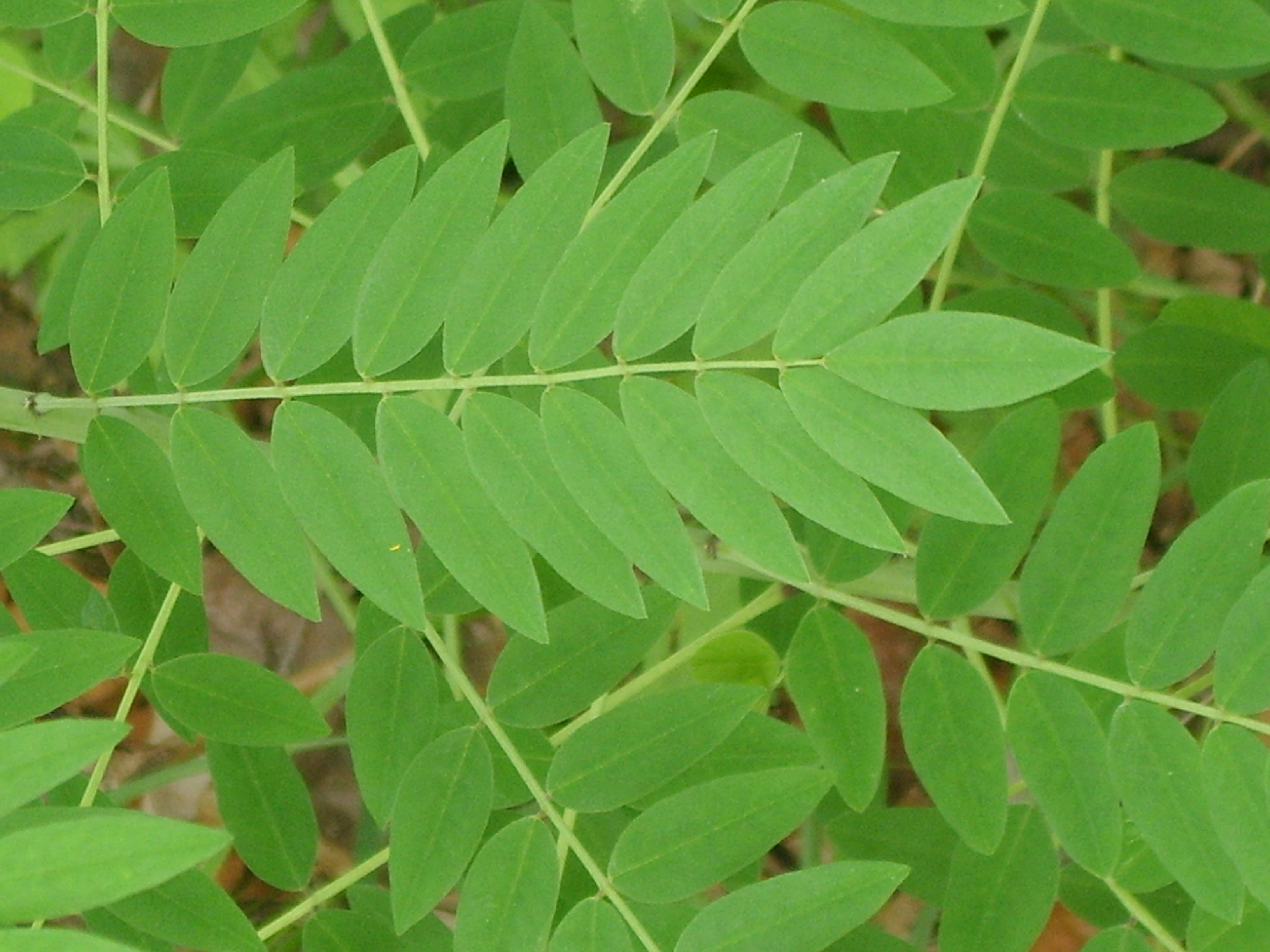
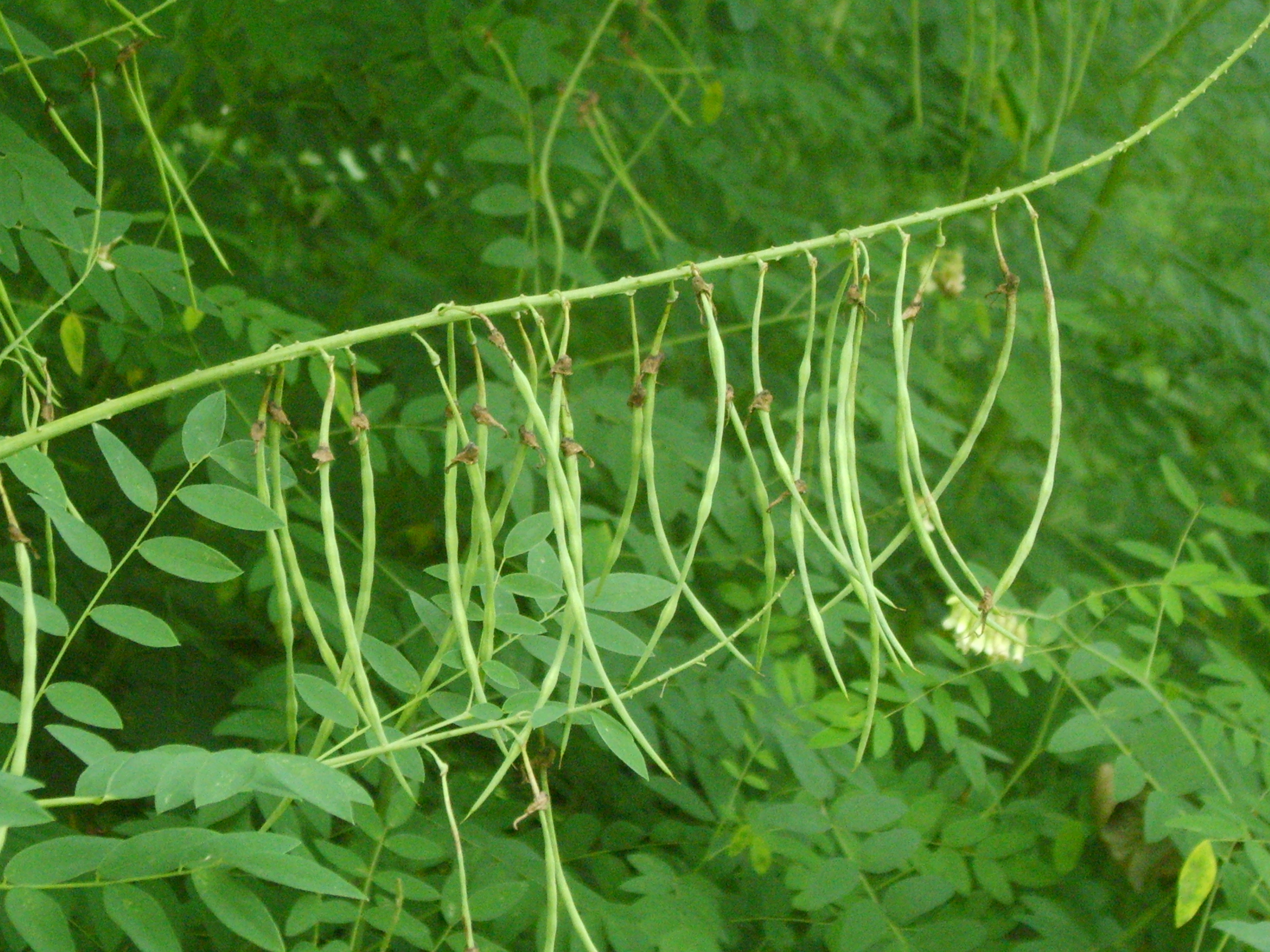
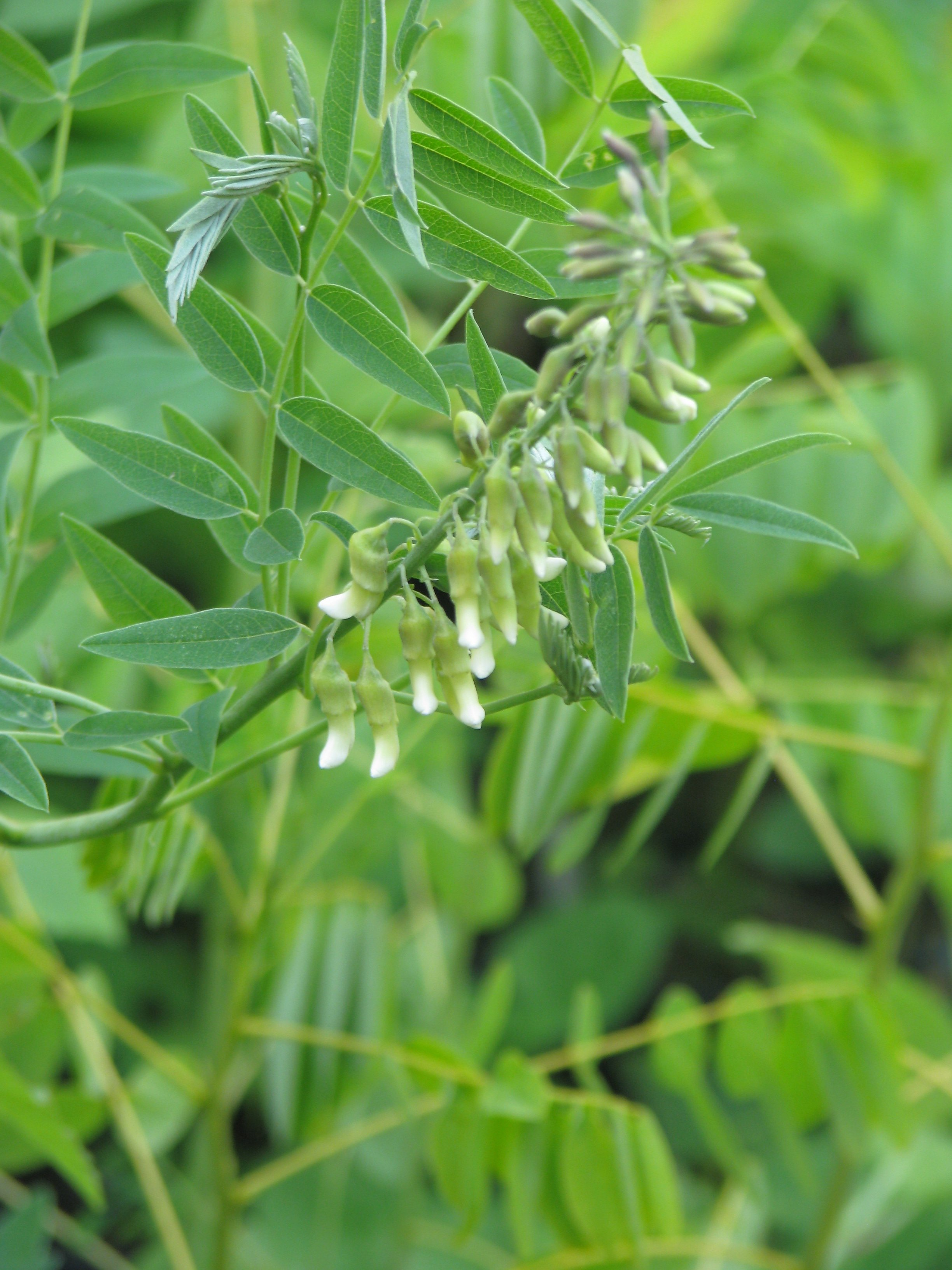